# Loïc Courteau
Pour les articles homonymes, voir Courteau.
 (mai 2019).
Loïc Courteau, né le 6 janvier 1964 à Bordeaux, est un joueur et entraîneur de tennis français.
Il est devenu entraîneur d'Amélie Mauresmo de 2002 à 2008, puis de Julien Benneteau de 2009 à 2015. En octobre 2015, il devient l'entraîneur de l'équipe de France de Coupe Davis et en janvier 2018 responsable de la performance au Centre National d’Entraînement de la FFT. 

## Carrière
Champion de France des moins de 14 ans et des moins de 16 ans, il est finaliste du tournoi de Roland-Garros junior en 1982. Il perd contre Tarik Benhabiles. Il atteint ensuite les demi-finales à Wimbledon et l'US Open, battu à chaque fois par Pat Cash.
Passé professionnel en 1981, il signe sa première victoire sur Patrick Proisy à l'Indoor de Paris en octobre.
En 1982, il parvient à passer un tour à Roland Garros et à atteindre les quarts à Bordeaux en septembre. Début novembre, il réussit l'exploit en étant issu des qualifications d'arriver en finale du tournoi de Quito. Pour cela, il bat Eddie Dibbs en quart (top 50 mondial et tenant du titre) et profite du forfait de José Higueras (tête de série n°1) en demi. En finale, il perd contre Andrés Gómez.
Début 1983, il atteint les huitièmes de finale à Guaruja puis les quarts de finale à Viña del Mar et Aix-en-Provence. Au mois de juillet, il signe son meilleur résultat dans un tournoi du Grand Chelem avec un troisième tour à Wimbledon. Cette performance ajoutée à ses 3 quarts de finale (Bordeaux, Viña del Mar, Aix-en-Provence) et 1 huitième (Guaruja) lui permettent d'atteindre la 104e place mondiale, son meilleur classement.
En 1984, il se distingue en éliminant Peter Fleming au premier tour à Roland-Garros et en accédant aux huitième en simple avec Guy Forget. Il participe ensuite à l'épreuve de tennis en démonstration des Jeux olympiques de Los Angeles. À partir de cette date, il s'illustre principalement en double en atteignant sa première finale à Bordeaux et remportant le tournoi de Buenos Aires en 1986 et le Challenger du Caire en 1987.

## Famille et vie privée
Ses oncles sont François Jauffret, ancien numéro un français et Jean-Paul Jauffret, numéro un français dans plusieurs catégories et personnalité du vin de Bordeaux. Loïc Courteau est marié avec Séverine Beltrame, avec qui il a eu une petite fille en 2023.

## Palmarès

### Finale en simple messieurs
| No | Date       | Nom et lieu du tournoi            | Catégorie | Dotation | Surface      | Vainqueur    | Score    |  |
| -- | ---------- | --------------------------------- | --------- | -------- | ------------ | ------------ | -------- |  |
| 1  | 01-11-1982 | Tournoi de tennis de Quito, Quito |           | 75 000 $ | Terre (ext.) | Andrés Gómez | 6-3, 6-4 |  |

### Titre en double messieurs
| No | Date       | Nom et lieu du tournoi          | Catégorie | Dotation | Surface      | Partenaire  | Finalistes                   | Score         |  |
| -- | ---------- | ------------------------------- | --------- | -------- | ------------ | ----------- | ---------------------------- | ------------- |  |
| 1  | 10-11-1986 | Copa Banco Galicia Buenos Aires |           | 85 000 $ | Terre (ext.) | Horst Skoff | Gustavo Luza Gustavo Tiberti | 3-6, 6-4, 6-3 |  |

### Finales en double messieurs
| No | Date       | Nom et lieu du tournoi                  | Catégorie | Dotation  | Surface      | Vainqueurs                     | Partenaire       | Score         |  |
| -- | ---------- | --------------------------------------- | --------- | --------- | ------------ | ------------------------------ | ---------------- | ------------- |  |
| 1  | 17-09-1984 | Grand Prix Passing Shot Bordeaux        |           | 75 000 $  | Terre (ext.) | Pavel Složil Blaine Willenborg | Guy Forget       | 6-1, 6-4      |  |
| 2  | 08-04-1985 | Nice International Open Nice            |           | 80 000 $  | Terre (ext.) | Claudio Panatta Pavel Složil   | Guy Forget       | 3-6, 6-3, 8-6 |  |
| 3  | 22-04-1985 | Tournoi de tennis de Marbella Marbella  |           | 100 000 $ | Terre (ext.) | Andrés Gómez Cássio Motta      | Michiel Schapers | 6-1, 6-1      |  |
| 4  | 24-11-1986 | Tournoi de tennis d'Itaparica Itaparica |           | 125 000 $ | Dur (ext.)   | Chip Hooper Mike Leach         | Guy Forget       | 7-5, 6-3      |  |
| 5  | 06-07-1987 | Suisse Open Gstaad                      |           | 200 000 $ | Terre (ext.) | Jan Gunnarsson Tomáš Šmíd      | Guy Forget       | 7-6, 6-2      |  |

## Parcours dans les tournois duGrand Chelem

### En simple
| Année | Open d'Australie | Open d'Australie | Internationaux de France | Internationaux de France | Wimbledon      | Wimbledon | US Open         | US Open  |
| ----- | ---------------- | ---------------- | ------------------------ | ------------------------ | -------------- | --------- | --------------- | -------- |
| 1982  | —                | —                | 2e tour (1/32)           | J. L. Clerc              | —              | —         | —               | —        |
| 1983  | 1er tour (1/64)  | R. Meyer         | 1er tour (1/64)          | M. Dickson               | 3e tour (1/16) | N. Odizor | 1er tour (1/64) | P. Feigl |
| 1984  | —                | —                | 2e tour (1/32)           | R. Stadler               | —              | —         | —               | —        |
| 1987  | —                | —                | 2e tour (1/32)           | F. Yunis                 | —              | —         | —               | —        |

N.B. : à droite du résultat se trouve le nom de l'ultime adversaire.

### En double
| Année | Open d'Australie | Open d'Australie | Internationaux de France      | Internationaux de France   | Wimbledon | Wimbledon | US Open                  | US Open                |
| ----- | ---------------- | ---------------- | ----------------------------- | -------------------------- | --------- | --------- | ------------------------ | ---------------------- |
| 1981  | —                | —                | 1er tour (1/32) F. Jauffret   | C. Kirmayr C. Motta        | —         | —         | —                        | —                      |
| 1983  | —                | —                | 1er tour (1/32) T. Benhabiles | B. Boileau A. González     | —         | —         | —                        | —                      |
| 1984  | —                | —                | 1/8 de finale G. Forget       | K. Curren S. Denton        | —         | —         | —                        | —                      |
| 1985  | —                | —                | 2e tour (1/16) G. Forget      | S. Edberg A. Järryd        | —         | —         | 2e tour (1/16) G. Forget | J. Nyström M. Wilander |
| 1986  | —                | —                | 1er tour (1/32) T. Champion   | H. Leconte S. Stewart      | —         | —         | —                        | —                      |
| 1987  | —                | —                | 2e tour (1/16) A. Boetsch     | J. Rive D. Tarr            | —         | —         | —                        | —                      |
| 1988  | —                | —                | 2e tour (1/16) A. Boetsch     | P. Annacone B. Drewett     | —         | —         | —                        | —                      |
| 1989  | —                | —                | 1er tour (1/32) O. Delaitre   | U. Riglewski T. Svantesson | —         | —         | —                        | —                      |

N.B. : le nom du ou de la partenaire se trouve sous le résultat ; le nom des ultimes adversaires se trouve à droite.